# Verkaufsprospektgesetz
Das Wertpapier-Verkaufsprospektgesetz (Verkaufsprospektgesetz) aus dem Jahre 1990 schuf eine gesetzliche Pflicht zur Veröffentlichung eines Prospekts für das öffentliche Angebot von Wertpapieren. Es wurde zum 31. Mai 2012 aufgehoben. Nachfolgeregelung ist das Vermögensanlagengesetz.
Seit seiner Gründung 1995 war das Bundesaufsichtsamt für den Wertpapierhandel (BAWe) in Frankfurt am Main, das 2002 in der Bundesanstalt für Finanzdienstleistungsaufsicht (BaFin) aufgegangen ist, die zentrale Hinterlegungsstelle für Verkaufsprospekte.
Mit dem Dritten Finanzmarktförderungsgesetz wurde zum 1. April 1998 (BGBl. I S. 529) eine Prüfung der Prospekte durch das BAWe eingeführt (§ 8a des Verkaufsprospektgesetzes). Die Prospekte wurden von da an auf ihre formale Vollständigkeit geprüft, insbesondere ob die nach dem Verkaufsprospektgesetz und der Verkaufsprospektgesetz-Verordnung erforderlichen Mindestangaben im Prospekt enthalten sind. Eine materielle Prüfung auf inhaltliche Richtigkeit der Angaben fand nicht statt, so dass die Gestattung der Veröffentlichung keine Aussage über Bonität des Emittenten oder Seriosität des Anbieters trifft.

## Anlegerschutzverbesserungsgesetz und Wertpapierprospektgesetz
Zum 1. Juli 2005 erfuhr das Verkaufsprospektgesetz eine tiefgreifende Wandlung. Die Prospektpflicht für Wertpapiere war von nun an im Wertpapierprospektgesetz geregelt. Das Verkaufsprospektgesetz bestand allerdings als „Wurmfortsatz“ fort, da Art. 2 des Anlegerschutzverbesserungsgesetzes (AnSVG) die gesetzliche Prospektpflicht für nicht in Wertpapieren verbriefte Vermögensanlagen eingeführt hat. Hierzu zählen beispielsweise Namensschuldverschreibungen oder Genussrechte, die prinzipiell nicht handelbar sind und allenfalls durch Abtretung (Zession) übertragen werden können. Daneben sind auch Treuhandvermögen und geschlossene Fonds, z. B. Immobilien- oder Schiffsfonds, erfasst. Die Regulierung hatte zur Folge, dass Produkte, die landläufig dem grauen Kapitalmarkt zugeordnet wurden, nun erstmals gesetzlichen Offenlegungsvorschriften unterliegen. Wegen des begrenzten Prüfungsumfangs der BaFin sollte allerdings der Anleger hier keine zu großen Erwartungen hegen.
Vor dem Hintergrund dieser tiefgreifenden Änderungen erklärt sich, weshalb das Verkaufsprospektgesetz bis zu seiner Aufhebung mit § 8f begann.